# Gaisthalerhammer
Gaisthalerhammer ist ein Ortsteil der Stadt Schönsee im Oberpfälzer Landkreis Schwandorf in Bayern.

## Geografie
Der Weiler Gaisthalerhammer liegt 500 Meter nördlich von der Ortschaft Gaisthal am Fluss Ascha. Dessen Wasserkraft wurde für den Betrieb des Hammers genutzt. Gaisthalerhammer ist über die von der Staatsstraße 2159 nach Rackenthal führenden Gemeindeverbindungsstraße zu erreichen.  Gaisthalerhammer liegt auf einer Höhe von rund 550 m ü. NHN.

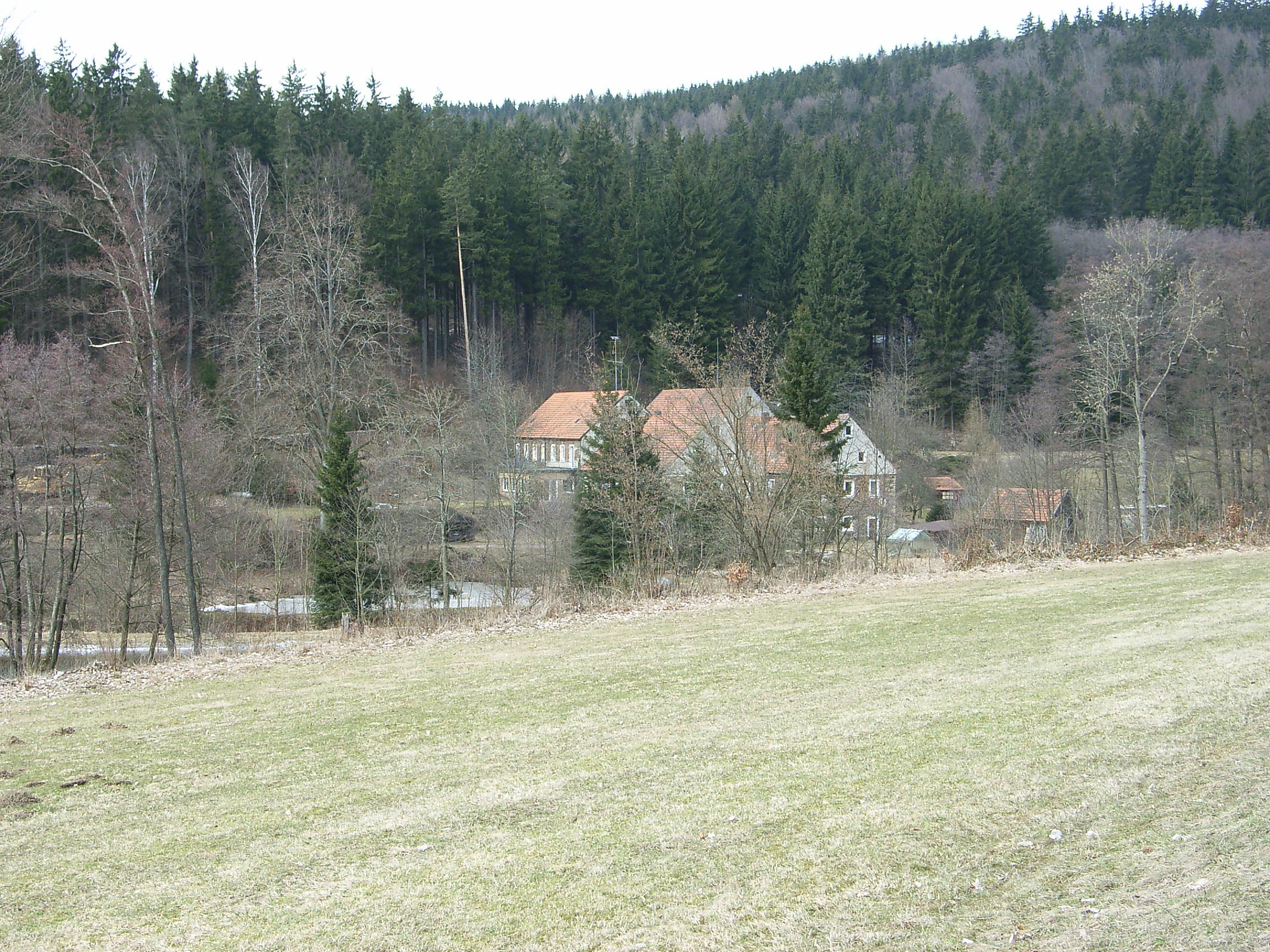
Gaisthalerhammer

## Bebauung
Die sechs Wohngebäude, die zum Weiler Gaisthalerhammer gehören, liegen teils auf einer Insel, die die Ascha hier bildet, teils auf dem linken und rechten Ufer des Flusses etwas unterhalb der Staatsstraße 2159. Schönsee liegt rund fünf Straßen-Kilometer entfernt. Gaisthalerhammer hat ein kleines Sägewerk und eine Gaststätte.

## Geschichte
Gaisthalerhammer wurde im Jahre 1557 erstmals schriftlich als Hammer Obergaißthal erwähnt unter den Gütern, die der Prager Lehenhof dem Lehen Frauenstein zuschlagen wollte. Namensgebend war der Gaisthaler Hammer, ein 1387 erstmals belegtes Hammerwerk in der Siedlung. In der Oberpfälzer Hammereinigung wird „Pesolt Söltel mkit dem  hamer Gaistal“ genannt.

## Gemeindegliederung
Am 1. Januar 1975 wurde die bis dahin selbständige Gemeinde Gaisthal mit Gaisthalerhammer und weiteren vier Ortschaften in die Gemeinde Schönsee eingegliedert.